# Opel G90
De Opel G90 was een conceptwagen van het Duitse automerk Opel. De G90 werd in 1999 aan het publiek voorgesteld tijdens het IAA te Frankfurt.
De naam G90 verwijst naar de CO2-uitstoot van de wagen die slechts op 90 gram per kilometer ligt. Dit zorgde voor een gemiddeld verbruik van slechts 3,88 liter benzine per 100 kilometer. Met de 1.0 liter-motor, overgenomen uit de Opel Corsa, behaalde de G90 een topsnelheid van 180 km/u.